# Samuel Hahnemann

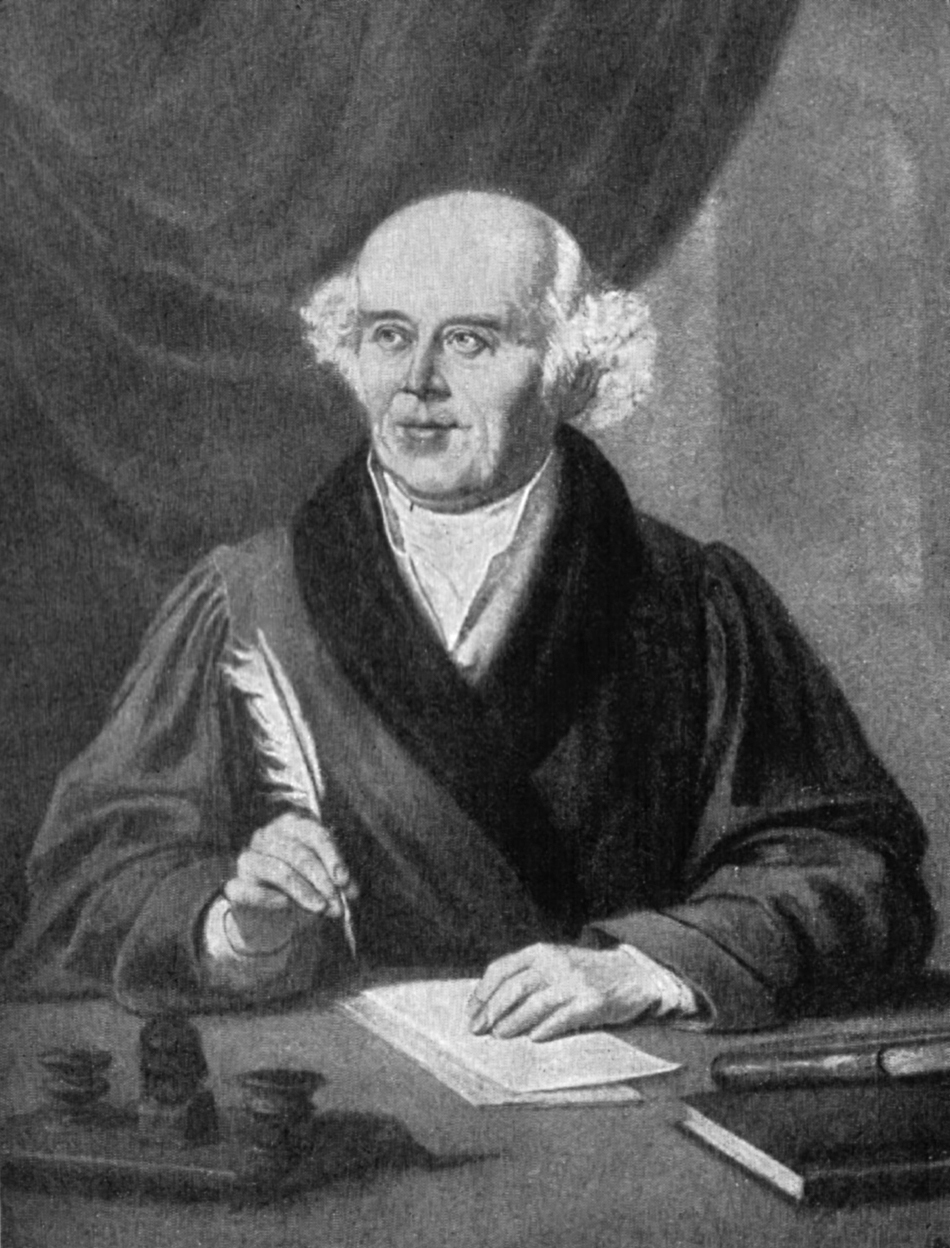
Samuel Hahnemann w wieku dojrzałym

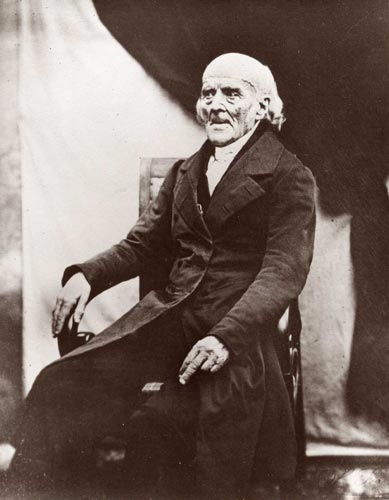
Samuel Hahnemann w wieku 86 lat, dagerotyp z 1841

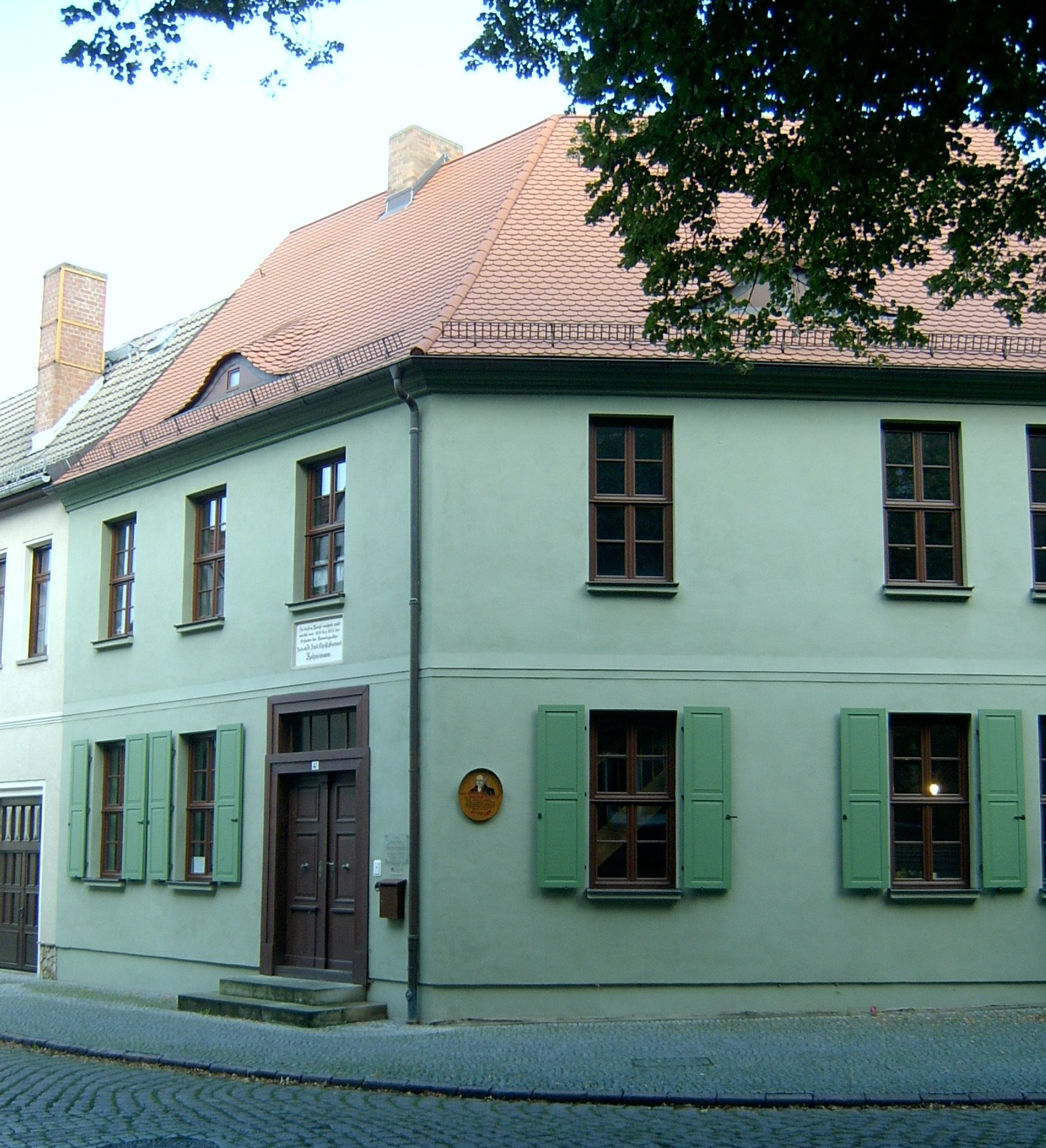
Dom w Köthen przy Wallstraße, w którym Hahnemann mieszkał od 1821 do 1835

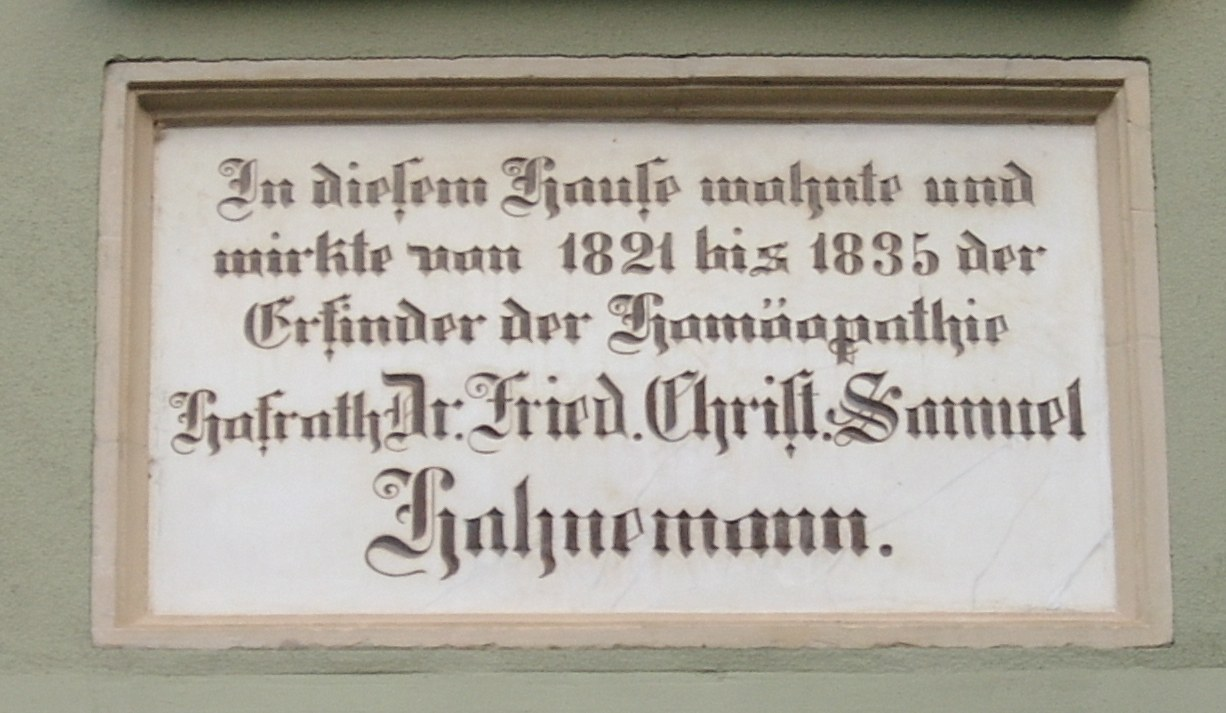
Tablica upamiętniająca

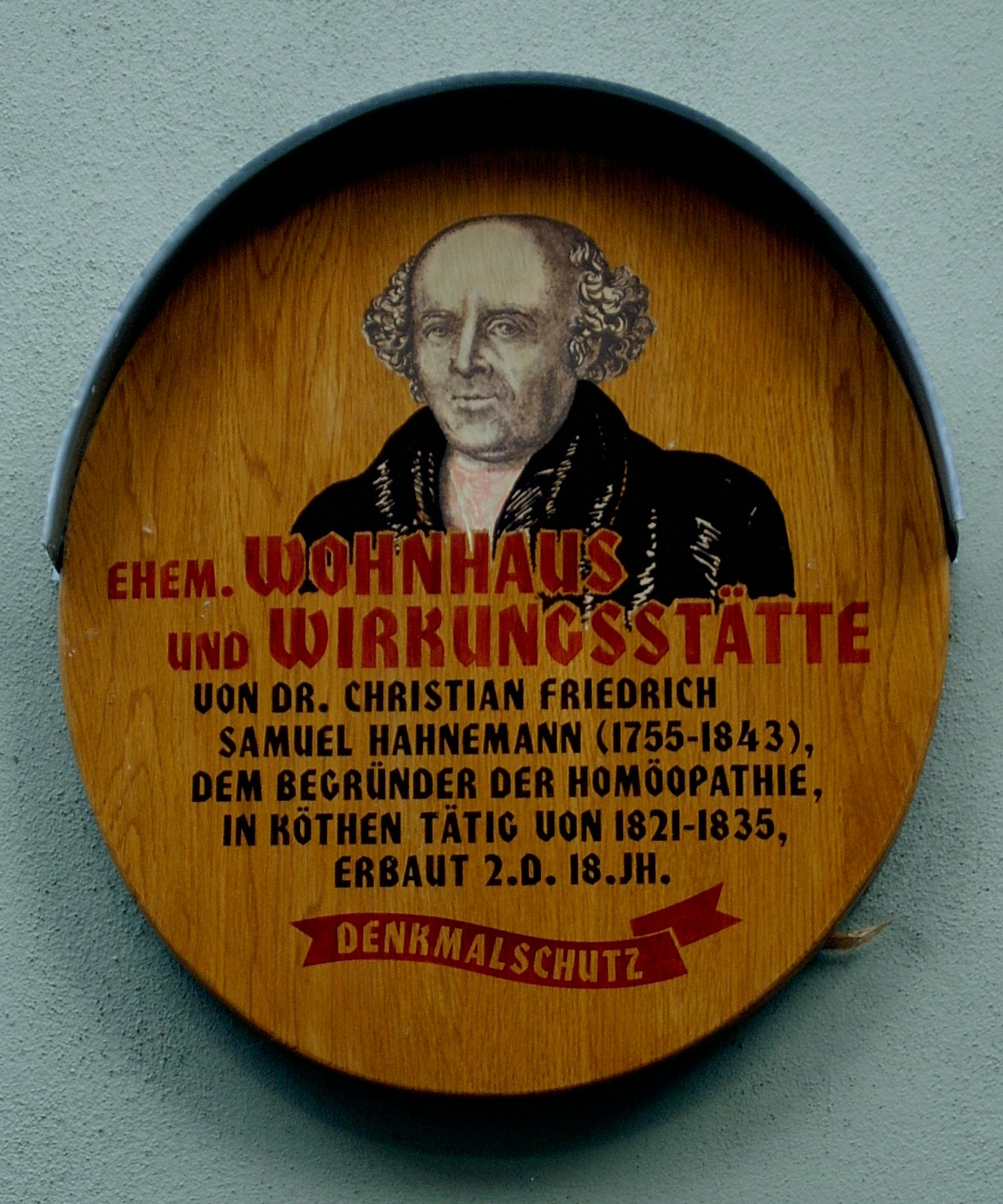
Napis upamiętniający

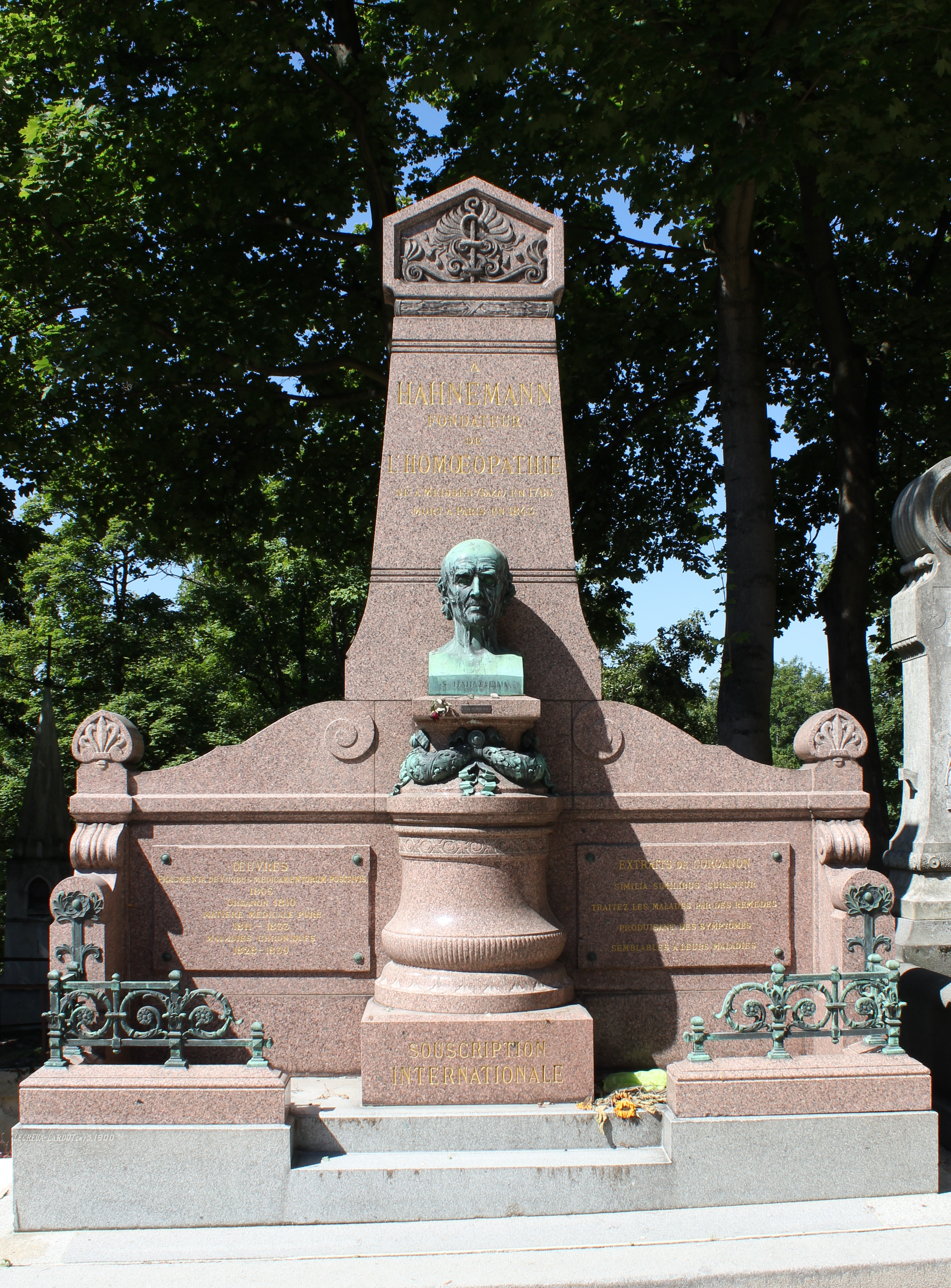
Grób Samuela Hahnemanna na Pére Lachaise

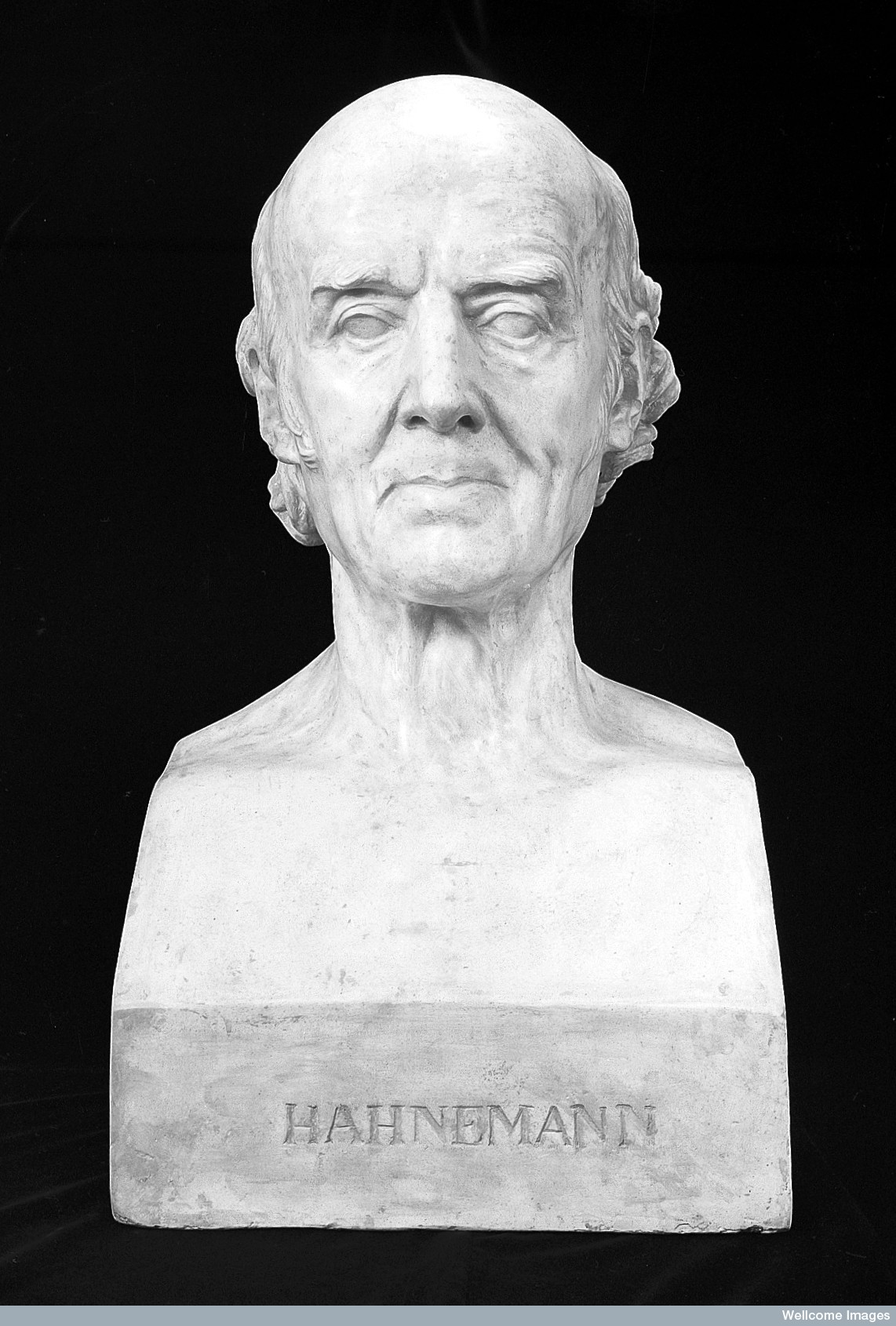
Popiersie

Christian Friedrich Samuel Hahnemann (ur. 10 kwietnia 1755 w Miśni, zm. 2 lipca 1843 w Paryżu) – niemiecki lekarz, twórca współczesnej homeopatii.

## Życiorys
Był synem malarza na porcelanie. Studiował medycynę w Lipsku, Wiedniu i Erlangen.
Koszty studiów opłacał sam z pieniędzy, które zarobił jako tłumacz. Był poliglotą – władał 14 językami, w tym biegle: greckim, łacińskim, angielskim, francuskim i arabskim. Interesował się również botaniką i alchemią. Dyplom lekarza uzyskał w 1779 roku na Uniwersytecie w Erlangen.
Około 25. roku życia rzekomo zaangażował się w działalność masońską w loży (Hermannstadt) Sybinie w Transylwanii, zyskując (według niektórych biografów) uznanie jako mistrz okultyzmu.
Następnie z przerwami pracował jako lekarz, dorabiając tłumaczeniem prac naukowych głównie z medycyny, chemii i fizyki, jednocześnie dopisując komentarze. Pisał własne artykuły medyczne oraz pogłębiał wiedzę, żyjąc w skromnych warunkach i bardzo często przeprowadzając się z jednego do drugiego miasteczka położonego w okolicach Łaby. W 1782 poślubił Johannę Köchler – pasierbicę aptekarza Haselera z Dessau. Doczekali się jedenaściorga dzieci, z których sześcioro zmarło.
Podczas tłumaczenia książki szkockiego uczonego Williama Cullena w 1789 roku napotkał na rozdział mówiący o stosowaniu chininy w malarii. Autor sugerował, że chinina wzmacnia żołądek ze względu na właściwości ściągające (adstringens). Hahnemann postanowił sam na sobie wypróbować działanie chininy. Ku własnemu zdziwieniu odkrył, że po zażyciu chininy wystąpiły u niego objawy charakterystyczne dla malarii. Wyciągnął wniosek, że chinina ulecza to, co wywołuje u zdrowego. W ten sposób narodził się pierwszy warunek sine qua non nowej metody leczenia, czyli „podobne należy leczyć podobnym”, po łacinie Similia similibus curantur. Na tę zasadę zwrócili uwagę przed Hahnemannem inni medycy, między innymi w starożytności Hipokrates, zaś w czasach nowożytnych Paracelsus. Autorstwo sentencji – w oryginale greckiej, przełożonej potem na łacinę – przypisuje się Hipokratesowi z Kos.
Hahnemann był niezadowolony z zabiegów medycznych, które ówczesna medycyna mogła zaoferować chorym, a do których należały: upuszczanie krwi z żyły, przystawianie pijawek, przykładanie do skóry żrących lub gorących substancji w celu usunięcia infekcji oraz podawanie dużych ilości trujących związków, takich jak kalomel – zawierający rtęć i arszenik – zawierający arsen, celem wywołania purgacji jelit lub masywnych wymiotów, dlatego dalej poszukiwał i dokształcał się.
W 1792 roku pracując w szpitalu dla umysłowo chorych w Georgenthal, dogłębnie przeanalizował przypadek kliniczny chorego na kiłę. Na podstawie poczynionych wówczas obserwacji sformułował później teorię miazm i opisał związek między miazmą a chorobami chronicznymi w pozycji pod tytułem „Choroby przewlekłe” („Die chronischen Krankheiten” 1835–1839).
W 1796 roku opublikował po raz pierwszy w czasopiśmie medycznym doktrynę leczenia podobnym. Opracowaną przez siebie metodę leczenia nazwał homeopatią dla odróżnienia od innych metod leczenia, opierających się na zasadzie „przeciwne leczy się przeciwnym”, po łacinie Contraria contrariis curantur, które nazwał alopatycznymi. Oba terminy (homeopatia i alopatia) są stosowane do dzisiaj. Rok 1796 jest uważany przez homeopatów za rok narodzin homeopatii. Mniej więcej w tym samym czasie Hahnemann rozpoczął leczenie pacjentów według opracowanej przez siebie metody, ku niezadowoleniu innych kolegów lekarzy.
Prowadząc własną praktykę lekarską w Torgau nad Łabą w 1805 roku dalej eksperymentował zmniejszając dawki, aby osłabić silne objawy uboczne, które gnębiły pacjentów po podaniu nalewek z roślin trujących oraz toksycznych leków, do których należały rtęć i arsen.
Dokładnie nie wiadomo w jaki sposób doszedł do drugiego warunku sine qua non w homeopatii, czyli dynamizowania roztworów. Przypuszcza się, że studiując podręczniki z alchemii i przyrody znalazł jakąś wzmiankę i wpadł na pomysł rozcieńczania w wodzie destylowanej i poddawania roztworu serii mocnych wstrząsań poprzez stukrotne uderzanie dnem szklanego naczynia, wypełnionego w dwóch trzecich objętości, o sprężyste podłoże. Tak przyrządzone roztwory z nalewek roślinnych i trucizn zastosował u pacjentów i zaobserwował, że wykazywały silniejszy efekt leczniczy od substancji w stanie czystym lub stężonym, a przy tym nie powodowały objawów niepożądanych. Następnie Hahnemann rozpoczął leczenie pacjentów zdynamizowanymi roztworami, w myśl zasady podobieństwa, ku niezadowoleniu aptekarzy, którzy musieli przygotowywać leki według jego wskazówek.
W 1810 opublikował swoją najważniejszą pozycję książkową – Organon der rationallen Heilkunst (polskie tłumaczenia: „Wykładnia sztuki leczenia” lub „Organon sztuki medycznej”), w której zerwał więzy z ówczesną medycyną uniwersytecką i opisał własne teorie dotyczące medycyny homeopatycznej oraz przemyślenia na temat zdrowia, choroby i leczenia. Organon stanowi do dzisiaj podręcznik wiedzy o homeopatii klasycznej, wykładnię wszelkich zasad obowiązujących następców Hahnemanna i jest nazywany potocznie „homeopatyczną biblią”.
W latach od 1811 do 1821 Hahnemann przeprowadził liczne eksperymenty ze środkami chemicznymi. Szczegółowe opisy prób z 66 substancjami wykonane na własnej osobie oraz przez licznych ochotników z kręgu rodziny, przyjaciół i studentów, zostały zebrane i opublikowane w sześciu tomach jako Materia Medica Pura.
Idee Hahnemanna nie znalazły powszechnego uznania wśród jego kolegów lekarzy. Był obiektem ataków i krytyki, został posądzony o uprawianie pseudonauki i określony mianem szarlatana.
Hahnemann był przeciwnikiem wykonywania doświadczeń z lekami na zwierzętach. Twierdził, że ich fizjologia za bardzo różni się od fizjologii człowieka oraz ze względu na niemożliwość komunikowania się ze zwierzętami, nie są one w stanie przekazać nam informacji o ewentualnym bólu i zmianach psychicznych, które wywołał u nich testowany lek. Uważał, że optymalna metoda leczenia musi być w stanie testować leki przeznaczone dla ludzi na ludziach. Takie stanowisko było jak na owe czasy rewolucyjne.
Podczas epidemii tyfusu, która wybuchła w Lipsku w 1813 roku, gdzie wówczas mieszkał, leczył chorych podając im preparaty homeopatyczne i osiągnął (według biografów) lepsze rezultaty niż jego koledzy stosujący metody ówczesnej medycyny uniwersyteckiej. Ten fakt skłonił innych lekarzy do zapoznania się z metodami Hahnemanna, a homeopatia zyskała wówczas na popularności. Jego pacjentem został Goethe, a Hahnemann dostąpił zaszczytu bycia wykładowcą na Uniwersytecie w Lipsku.
Krytyka tradycyjnych metod leczenia, niechęć do zawierania kompromisów oraz kłótliwy charakter przysporzyły Hahnemannowi wielu wrogów i zmusiły do opuszczenia Lipska.
Hahnemannowska metoda leczenia zaczęła przenikać poza granice Niemiec. Przeniesienie idei leczenia homeopatycznego do innych krajów i na inne kontynenty przypisuje się niemieckim emigrantom.
W latach 1821 do 1835 mieszkał w Köthen, gdzie prowadził własną praktykę lekarską i pełnił funkcję osobistego lekarza herzoga (księcia) Anhalt-Köthen. W tym czasie napisał pozycję „Choroby przewlekłe”, która została opublikowana w 1828 w Dreźnie. W 1830 roku umarła jego pierwsza żona, Hahnemann miał wtedy 75 lat. Podczas epidemii cholery, która wkrótce wybuchła, doradzał pacjentom stosowanie spirytusu kamforowego oraz przestrzeganie podstawowych zasad higieny.
W 1835 roku jako 80-letni mężczyzna poślubił 31-letnią francuską artystkę – Melanie d’Herville, która przybyła do Köthen po przeczytaniu „Organonu sztuki medycznej”, aby leczyć się u niego. Wyjechali wspólnie do Paryża, gdzie Hahnemann założył gabinet lekarski, który szybko stał się popularny. Jego pacjentem był sam Paganini.
Samuel Hahnemann umarł 2 lipca 1843 w wieku 88 lat na zapalenie oskrzeli (bronchitis) i został pochowany na cmentarzu Montmartre. W 1898 zwłoki Hahnemanna zostały przeniesione i uroczyście pochowane na cmentarzu Père-Lachaise, najsłynniejszym cmentarzu Paryża, i tam spoczywają do dzisiaj.